# Aguardiente
Aguardiente è il nome generico, in spagnolo, per bevande alcoliche tra i 40 e i 45 gradi, che significa letteralmente "acqua ardente", in quanto "brucia" la gola del bevitore.
In lingua spagnola con questo termine (di genere maschile) s'intendono tutte le bevande derivate da distillazione, dal vino o da cereali o frutta, tra cui rientrano per esempio anche le grappe, il whisky e il calvados francese (distillato di mele).

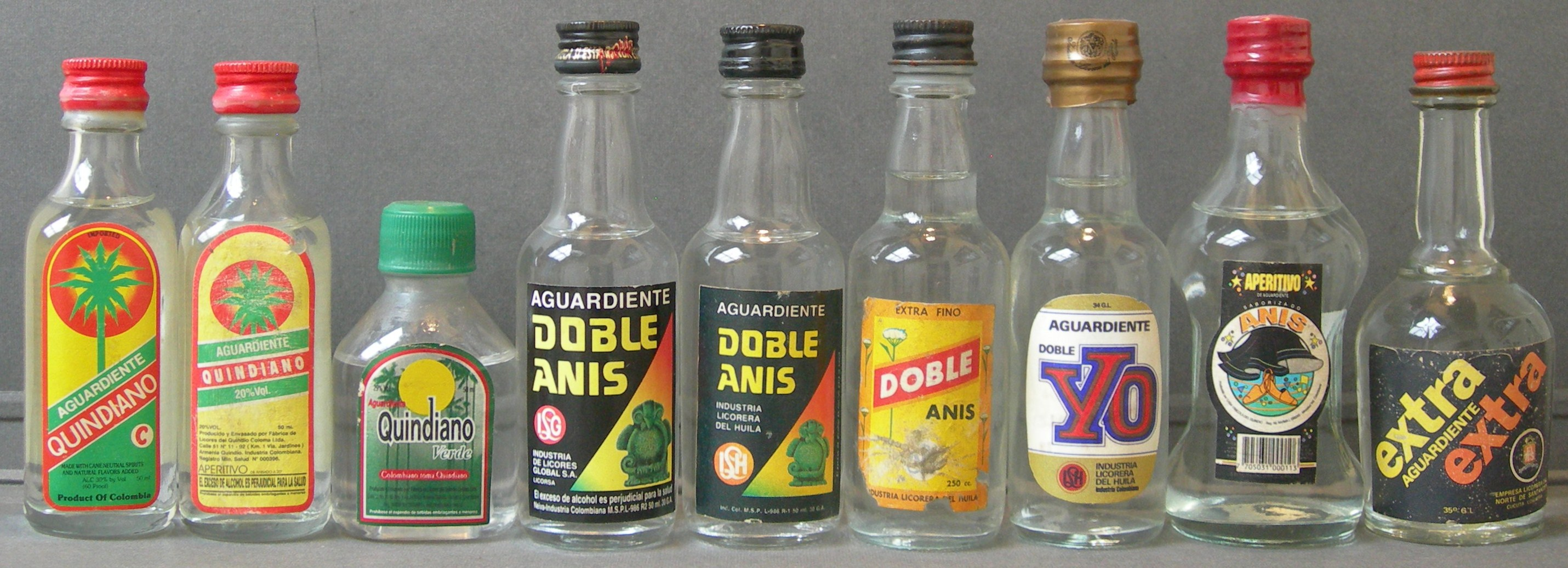
Un'aguardiente de caña (anisado)

In alcuni paesi latino americani, invece, con questo nome si intende esclusivamente la bevanda locale ricavata dal distillato del succo della canna da zucchero o della melassa. In Sardegna un termine simile "abba ardente o abbardente" si utilizza per definire l'acquavite ottenuta dalla distillazione delle vinacce.
In Colombia e in particolare nelle regioni andine è aromatizzata con l'anice: a seconda della quantità aggiunta si ottengono sapori differenti ed esistono diverse varianti commerciali in competizione tra loro.
Nel Messico prende questo nome in particolare una mescolanza di rum e di mescal, che secondo la tradizione fu bevuto ad Alamo dal condottiero messicano Antonio López de Santa Anna.